# Cheekha Dar
Cheekha Dar (persan : شیخا دار, kurde : دەرێ, arabe : جبل شيخا دار) est une montagne située à la frontière entre l'Irak et l'Iran, dans les Zagros. C'est le point culminant de l'Irak.